# 惠庭市
惠庭市（日语：／ Eniwa shi */?）是位于北海道石狩振興局南部的一個城市，地處札幌市和新千歲機場的中間位置，交通便利且氣候溫和。由於當地鄰近札幌市，因此發展成為札幌市的通勤城鎮。惠庭市面積約有45%是森林地帶，地處邊界的惠庭岳和漁岳等，也位於支笏洞爺國立公園的範圍內。因日本自衛隊在惠庭市的西部山區和平原設有演習場，有許多自衛隊相關人員居住於此。
城市名稱「惠庭」源自惠庭岳，一般認為惠庭岳的名稱是阿伊努語的「e-en-iwa」，意思是很尖的山。

## 歷史
惠庭地區最早的和人開墾紀錄是在1870年來自高知藩的開拓者，但是直到1986年從山口縣的集體移民65戶進入此地之後，才開始有顯著的發展。

### 年表
- 1897年：漁村外一村戶長役場由千歲郡六村戶長役場（現在的千歲市）獨立。[5]
- 1906年4月1日：漁村和島松村合併成惠庭村，並成為北海道二級村。
- 1923年4月1日：成為北海道一級村。
- 1943年：分割轄區的部份區域改隸屬廣島村（現在的北廣島市）。
- 1951年7月1日：改制為惠庭町。
- 1961年：廣島町的部份轄區改隸屬惠庭町。
- 1970年11月1日：改制為惠庭市。

## 產業
當地自明治初期開始發展農業。惠庭地區是日本農業指導者中山久藏在北海道成功種植稻米的地方，當地至今仍是水稻產地。市內還設有8個工業園區。

## 交通

### 機場
- 新千歲機場（位於千歲市）
  - 轉搭千歲線的快速列車，可在13分鐘抵達惠庭車站。

### 鐵路
- 北海道旅客鐵道
  - 千歲線：札幌啤酒庭園車站 - 惠庭車站 - 惠野車站 - 島松車站

|  |  |
|  |  |

### 道路
| 高速道路 - 道央自動車道：惠庭交流道 一般國道 - 國道36號 - 國道453號 | 主要地方道 - 北海道道45號惠庭栗山線 - 北海道道46號江別惠庭線 - 北海道道78號支笏湖線 - 北海道道117號惠庭岳公園線 道道 - 北海道道369號島松停車場線 - 北海道道600號島松千歳線 - 北海道道1021號惠庭停車場線 |

## 教育

### 大學
| - 北海道文教大學 | - 近畿大學資源再生研究所 | - 近畿大學北海道培訓中心 |

### 專門學校
| - 北海道高科技專門學校 | - 北海道環境交流專門學校 | - 日本福祉復建訓練學院 |

### 高等學校
| - 道立北海道惠庭北高等學校 （页面存档备份，存于） | - 道立北海道惠庭南高等學校 （页面存档备份，存于） | - 北海道文教大学附属高等学校 （页面存档备份，存于） |

### 中學
| - 惠庭市立惠庭中學校 - 惠庭市立惠北中學校 | - 惠庭市立惠明中學校 - 惠庭市立柏陽中學校 | - 惠庭市立惠野中學校 |

### 小學
| - 惠庭市立惠庭小學校 - 惠庭市立島松小學校 - 惠庭市立柏小學校 | - 惠庭市立和光小學校 - 惠庭市立松惠小學校 - 惠庭市立若草小學校 | - 惠庭市立惠野小學校 - 惠庭市立惠野旭小學校 |

## 姊妹市・友好都市

### 日本
- 和木町（山口縣玖珂郡）：由於惠庭市早期的開發是從1886年來自現在和木町的集體移民抵達後才開始有顯著的發展，因此兩地在1979年7月10日締結姊妹都市。[7]

### 海外
- 貴陽市（中華人民共和國 貴州省）[8]
- 提馬魯（紐西蘭 坎特伯雷）

## 本地出身之名人
- 矢部美穗：藝人
- 河合美佳：藝人
- 矢部美希：藝人

## 外部連結
- （日語）惠庭觀光協會 （页面存档备份，存于）